# تشو بينج
تشو بينج (بالصينية: 周鹏) هو راكب الكنو صيني، ولد في 12 سبتمبر 1983.

## وصلات خارجية
- تشو بينج على موقع الاتحاد الدولي للكانو (الإنجليزية)
- تشو بينج على موقع أوليمبيديا (الإنجليزية)